# مسجد الظاهر بيبرس (قليوب)
مسجد الظاهر بيبرس، هو مسجد أثري بمدينة قليوب في محافظة القليوبية بجمهورية مصر العربية. بُني بين عاميّ 670 و672 هـ خلال بداية فترة حكم المماليك؛ والتي تصدت فيها مصر لحملات الصليبيين القادمة من الشمال، والتتار القادمة من الشرق.
بنى المسجد الظاهر بيبرس البندقداري عندما كان حاكماً لولاية قليوب، قبل أن يتولى حكم البلاد بعد النصر على التتار ومقتل الملك المظفر قطز. وقد عُرف خلال فترة حكمه بكثرة إنشاءاته المعمارية والحربية.